# バーデン本線
バーデン本線（バーデンほんせん、ドイツ語: Badische Hauptbahn）はドイツ連邦共和国バーデン＝ヴュルテンベルク州マンハイムとコンスタンツを結ぶ幹線鉄道である。主要な経由地はハイデルベルク、ブルクサール、カールスルーエ、ラーシュタット、バーデン＝バーデン、オッフェンブルク、フライブルク・イム・ブライスガウ、バーゼル、ジンゲン等である。マンハイム - バーゼル区間は経由地のことから「ライン谷線」或いは「上ライン線（Oberrheinbahn）」と、バーゼル-コンスタンツ区間は「高地ライン線（Hochrheinstrecke）」とも呼ばれる。
マンハイム - ラシュタット区間はバーデン・ライン線と並んで続く。1987年4月からカールスルーエ - バーゼル高速新線及び改良線建設は実施されている。

## 概要
マンハイム - バーゼル区間は旅客輸送だけではなく貨物輸送の側面にもドイツ一の輸送量の多い路線と言われる。特にフランスやスイスの国際列車もこの路線に多く運行されることもその理由である。2011年にもこの路線の通行量は126 ％で多すぎる状態と思われ、列車は特に短い間隔で運行されねばならない。ICやICEなど特急列車の停車駅はマンハイム中央駅、ハイデルベルク中央駅、カールスルーエ中央駅、フライブルク中央駅、バーゼル・バディッシャー駅で、遠距離列車は時にはヴィースロッホ＝ヴァルドルフ駅、ブルクサール駅、カールスルーエ・ドゥアラッハ駅、ラシュタット駅、バーデンバーデン駅、オフェンブルク駅にも停車する。
マンハイム - カールスルーエ区間には2003年12月からラインネッカーSバーン列車が運行されている。ブルクサル - ラシュタット - アッヘルン区間にはカールスルーエのトラムトレインの路線網が運営されている。他の区間には普通列車や快速列車が30分或いは60分間隔で走行する。
この路線の起点と終点に大規模の貨物用操車場が本線の両側面にある。ハイデルベルクの操車場は廃止され、今はバーンシュタット町の住宅地区となった。主要貨物駅はカールスルーエ、オフェンブルク、フライブルクに所在する。特にカールスルーエ貨物駅には電子式信号扱い所が設置され、貨物列車はカールスルーエの中央指令所から統制を受ける。

## 沿線概況
マンハイム - ハイデルベルク間は西南ドイツで最古区間であり、この区間には遠距離列車、快速列車、Sバーン列車、貨物列車がとても頻繁に通行している。列車は一直線にライン地溝帯を貫通してハイデルベルクへ向かう。フリードリヒスフェルトではマイン＝ネッカー線は三角線の形態でこの路線に接続する。ハイデルベルク中央駅は本来、現在のアデナウアー広場に頭端式ホームの形で位置して、中心地への接近は容易だった。1914年ハイデルベルク私家の西端に貨物駅と操車場が開業され、中央駅移転のための作業は開始された。1955年でハイデルベルク中央駅は現在のところで開業された。ハイデルベルク貨物駅と操車場は廃止され、フリードリヒスフェルト - ヴィーブリンゲンの複々線区間で二つの線路が使用されている。
ハイデルベルク - カールスルーエ区間はライン地溝帯の東端に沿って南北方向に連結されている。ハイデルベルク中央駅から列車は南の方向に走行して、ヴィースロッホ＝ヴァルドルフ駅を経てアウトバーン6号の下を横切る。この路線はロート＝マルシュ駅、バート・ショェンボルン・クロナウ駅へ通じて、クロナウ駅の右側にはキスラウ城が見える。ウプシュタット＝ヴァイハー駅からウプシュタット側の連結線がまず分岐して、カツバッハ線はこの路線に合流する。列車は高速線のブルクサール・ロレンベルクからブルクサール駅方向の連結線とブルーハイン線の分岐点を次々通過して、ブルクサール駅に至る。ヴュルテンベルク西部鉄道はそこから分岐し、この路線はクライヒガウ丘陵の側面を沿って、カールスルーエ - ミュールアッカー線と合流しドゥアラッハ駅に至る。列車は続いてアウトバーン5号の下を通過し、バーデンライン線の接続の後、カールスルーエ中央駅に到着する。
カールスルーエ - ラシュタット区間は他の区間と違って、ライン地溝帯の動端線から離れている。ラシュタット - バーゼル区間の中で湾曲部の多い区間はシュリーンゲン - エフリンゲン・キルヒェン区間であり、この路線はライン河とイシュタイン山稜（Isteiner Klotz）の間を通過して、シュヴァルツヴァルトの斜面の村へ続く。その区間はアウトバーン5号と並んで続くが、この路線はアウトバーンのように低地帯に建設されなかった。線路建設の当時にライン河の人工的整備がまだ行われなかったので、村より低い地帯は水害領域となっていた。バーゼル・バーディッシャー駅からバーゼル連絡線がチューリヒの方面にこの路線を継承する。
列車はバーゼル・バーディシャー駅から続いて国境を通過しヴァルツフートまでライン川の右岸で走行する。この路線はそこでライン川上流から外れて、クレットガウ地帯の北部を通じてシャッフハウゼンに至る。エルツィンゲンおよびタインゲンではバーデン＝ヴュルテンベルク州とシャフハウゼン州の境界線がある。列車は続いてへーガウ地域の南側を貫通して、ラードルフツェル駅に到着する。この路線はそこからコンスタンツまでボーデン湖の下湖（Untersee）のみずぎわと並行する。列車はライン川の鉄道橋を通じて終点であるコンスタンツ駅に至る。コンスタンツ駅では二つの連結線がトゥルガウ州クロイツリンゲン市を結んでいる。

## 歴史

### バーデン鉄道時代

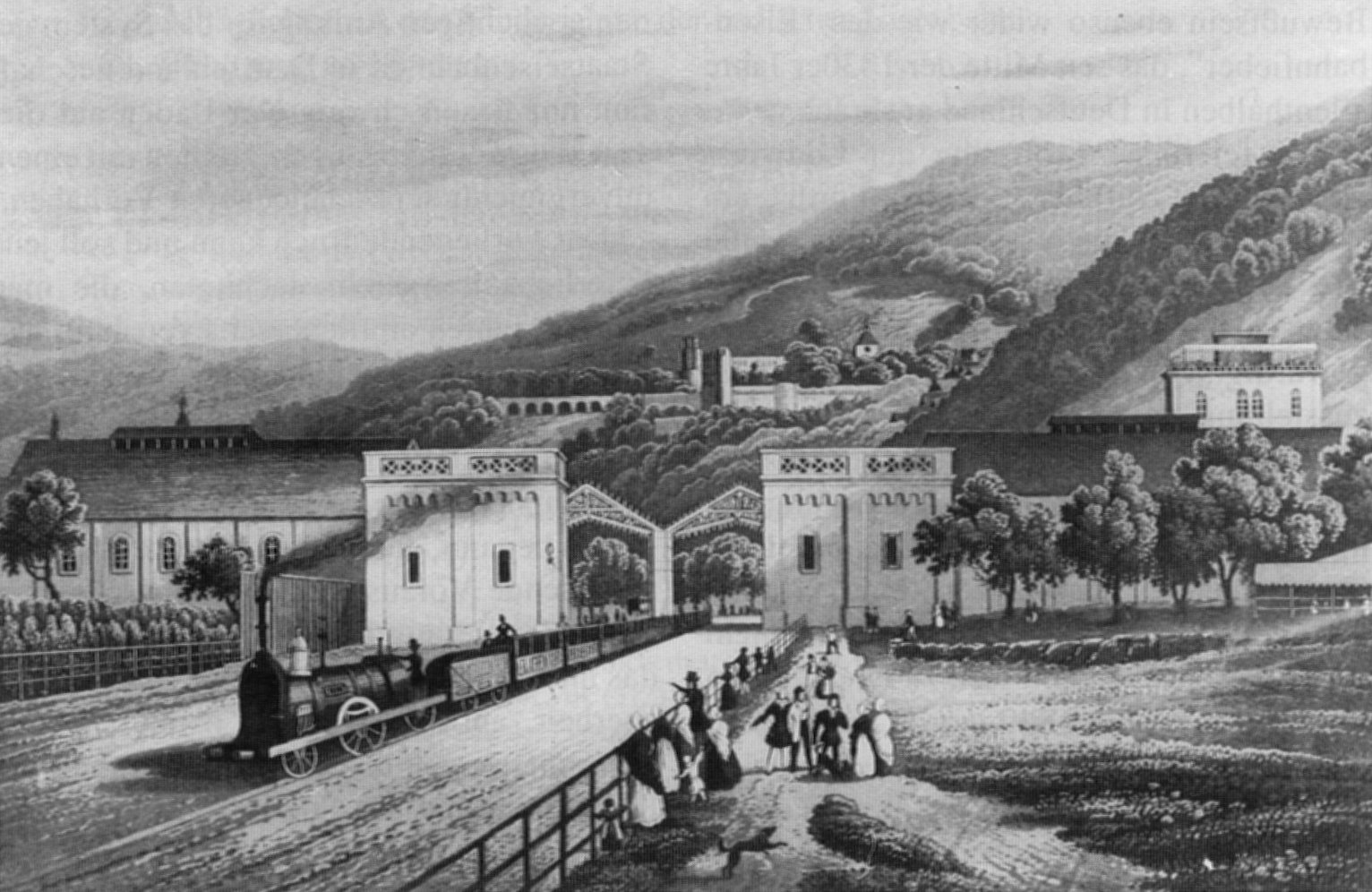
ハイデルベルク駅から出発する列車（1840年）

ライン地溝帯はローマ時代にすでに中部ヨーロッパからスイス、イタリアに至る重要な運送経路であった。1830年代の初期に、旅客および貨物を馬車より迅速に輸送するためにマンハイム - バーゼル区間の鉄道建設が組み立てられた。特にマンハイム以南のライン川水運が制限されていたという理由もあった。政治家ゴットリープ・フェヒト（Gottleb Bernhart Fecht, 1771-1851）はイギリスの成功事例の根拠で鉄道建設を提案したが、支持者を得るのができなかった。1833年マンハイムの事業家ルイス・ニューハウス（Loise Newhouse）が鉄道建設をじつ質的に主導しようとしたが、その提案はフリードリヒ・リストの提案とともにバーデン政府の同意を得るのはできなかった。
バーデン大公国の法律によってバーデン本線の敷設は1838年3月28日決定された。その内容はマンハイム - バーゼル近郊の主要経由地の指定、国家予算による建設、複線化に対する道床確保、マンハイムで工事開始及び主要都市連結と要約できる。他の文献には起点のマンハイムは終点のバーゼルのみは決定されたと書かれても、法令と比べると、それは矛盾ありと思われる。1837年設置された技術建設局 (Technische Baukommision) は、建設費用をできるだけ低く保ち続けて、運行時間の最小化の為に直線経路で全ての大都会を連結する過程を法案として発議した。
1840年12月12日マンハイム - ハイデルベルク間がまず開通されて、1843年カールスルーエまで、1844年オッフェンブルクまで、1845年フライブルクまで延伸された。マンハイム - フライブルク区間のほとんどの建築物は建築家フリードリヒ・アイゼンローア（Friedrich Eisenlohr, 1805-1854）により設計された。ハイデルベルク - カールスルーエ区間の最初の経路選定ではシュヴェツィンゲンが候補地となったが、バーデン議会から議員たちはブルクサール経由の路線案を指示した。1846年1月2日聖イルゲンで列車衝突事故が起きて、その結果死亡者は1人、負傷者は16人だった。この事故はドイツで死亡者が出た最初の鉄道事故であった。1847年と1848年にはフライブルク - エルフィンゲン＝キルヒェン区間が三段階で建設された。三月革命の影響で建設は遅延され、既存の線路は革命軍により損傷を負った。
一方1838年の法案の規定範囲が「マンハイムからバーゼルの国境までの鉄道建設」であったので、適当な終点の選定やスイスへ連結方法が問題となった。バーゼル市は市内連結を要請したが、バーデンはむしろ終点としてロェアラッハやヴァルトフートなど自国の都市を選んだ。1846年スイス北部鉄道会社（Schweizerische Nordbahngesellschaft）は、スイスの鉄道網をバーゼルよりヴァルトフートで連結する目的で、バーゼル - ヴァルツフート区間の鉄道敷設をチューリヒ方面の建設とともに許可した。しかしその会社は資金を調達出来なかったので、建設免許は取り消された。1852年7月にバーデンとスイスの条約でバーデン本線延長のための長期的な解決案が、ハルティンゲンからバーゼル市のライン川の右岸を経てヴァルトフートまでの経路として取り決められた。1855年2月20日にハルティンゲン - バーゼル・バディシャー駅区間が開業されて、1856年10月30日バーデン本線はバート・ゼッキンゲンからヴァルトフートまで延長された。1859年8月にはライン川鉄道橋を通じてバーデンとスイスが連結された。
バーデン本線は初めに1600 mmの軌間で建設された。しかし中部欧州の他国では鉄道路線が標準軌で建設されて、複線の203 km区間および単線の79 km区間は1854年から1855年まで同じ軌間で改修された。既存の機関車、客車および貨車も標準軌の車輪で改造されて、国際貨物列車の通行が可能となった。
バーデンとスイスの条約によりボーデン湖方向の路線延長が規律されて、コンスタンツ周辺のボーデン湖地域の鉄道連結が可能となった。しかしスイスのシャッフェンハウゼン地域の連結を巡って意見が分かれ、スイスは北部クレットガウ地域が、バーデンはヴァンゲン川の谷が欲しかった。1863年6月13日にバーデン本線の全区間が開通された時、線路はエアツィンゲンとベーリンゲンに通じた。最後の区間であったヴァルトフート - コンスタンツ間の工事はロベルト・ゲルヴィク（Robert Gerwig, 1820~1885）の監督下で実行された。
1870年マンハイム - カールスルーエ区間で別の新線はマンハイムの支援で開業され、バーデン本線はバーデン・ライン線と接続することになった。1870年代にバーゼル連絡線およびボェツベルク線の開通でバーデンとスイス中部の間で鉄道連結が用意されていた。それでヴァルトフートの国境線の比重が低くなって、国際輸送がバーゼル経由で実行されていた。1873年シュヴァルツヴァルト線の開通により高地ライン（Hochrhein）区間は東西の地域路線となった。
1888年からバーデンの複線鉄道の通行方式は左側通行から右側通行に段階的に変更された。1895年通行量分散に寄与したライン線は軍事・戦略的な目的でラシュタットまで延伸され、この区間の鉄道路線は二つとなった。マンハイム - バーゼル区間には交通量の継続的な増加、都会の拡張で主要駅の改修と施設拡張は不可避となった。それでカールスルーエ、マンハイム、ハイデルベルク、バーゼル、フライブルクで新しい貨物駅と操車場が建設された。
カールスルーエ中央駅とバーゼル・バディッシャー駅は移転され、1913年現在の位置で開業された。バーゼル - フランクフルト区間のほぼ同じ走行時間のため、1914年までアルザスの本線と激しく競争していた。

### ドイツ帝国鉄道時代
1920年ドイツ帝国鉄道の設立後、バーデン本線は他の路線とともに帝国鉄道に所属することにんだった。バーデン邦有鉄道形式の機関車だけではなく、他の邦有鉄道出身の機関車や新開発の機関車もこの路線に投入された。
フランスは既にアルザスとロレーヌ地方を取り戻して、バーデン本線は国境線と隣接する路線となり、それは軍事的な観点では正式の列車運行は不可能だった。1923年2月フランス軍はルール地方だけではなくオフェンブルクとアペンヴァイアーを占領した以来、バーデン本線の列車通行はこの区間で断絶され、列車は遠い距離で迂回せねばならなかった。しかしその迂回経路は長期的にバーデン本線の代替経路ではなかった。この事件はフランスの攻撃にバーデン本線はどれほど敏感なのかを見せたことである。それで国境線と離れているシュトゥットガルト - ジンゲン間とジンゲン - チューリッヒ間は新しいドイツ、スイス、イタリアの交通の主要経路として計画的に改修された。
1928年から1939年まで豪華列車のライン黄金号がカールスルーエ - バーゼル区間で通行して、後でその列車はヨーロッパ国際特急の一部に編入された。オリエント急行もストラスブール - カールスルーエ区間をこの路線経由で走行した。

### ドイツ連邦鉄道時代
第二次世界大戦の中にはバーデン本線は他の幹線鉄道と同じく主要駅・橋梁・重要施設に激しい爆撃を受けた。終戦後マンハイム - カールスルーエ間はアメリカの占領地となって、ラーシュタット - バーゼル付近の境界線間はフランスの管轄下に落ちた。戦争賠償としてオフェンブルク - デンツィンゲン区間の二番目の線路は1946年に撤去され、フランス占領軍に献納されねばならなかった。その単線区間は急激に多くなった通行量で瓶の首になったので、スイスの要請によって1950年まで再び複線化された。終戦直後、高地レイン路線のスイス国内区間は連邦参事会により指定された公認受託者（Traunhänder）により運営された。
ライン谷線の電化は1950年代に行われて、1958年6月電気運転は実現された。1960年代末に信号施設はオフェンブルク - バーゼル区間で根本的に改善された。その時までフライブルク駅の機械式の信号システムの設置区間はリレイ式の信号扱い所のシステムに置き換えられた。列車通行量は1960年代末に一日・一方向当たり列車編成数は100以上に至った。
ジンゲン - コンスタンツ区間の電気運転は、シュヴァルツヴァルト線の電化と共に、1977年9月に実現された。1980年代にバーゼル - ヴァルツフート区間の二番目の線路工事は旅客列車の間隔調停および改善のために行われた。1987年5月マンハイム - シュトゥットガルト高速線の中でマンハイム - グラーベン＝ノイホーフ区間は開通して、ライン谷線の通行量は分散され、地域列車の均等な間隔の運行は可能になった。アヘルンとフライブルクで信号扱い所は電子式として改築され、ロイタースベルク、バート・クロツィンゲン、ハイタースハイム、ミュルハイム (バーデン) の信号機及び保安装置は「コンピュータ統合路線運営ー核心鉄道網の性能向上」（Computer Integrated Railroading - Erhöhung der Laistungsfähigkeit im Kernnetz, CIR-ELKE）の方式に調整され、連続列車制御装置で装備された。シャフハウゼン - ジンゲン区間の電車線はシュトゥットガルト - チューリヒ区間の交際列車通行の関係で1990年に設置された。

### ドイツ鉄道時代
カールスルーエ - バーゼル高速線建設過程でカールスルーエ - オフェンブルクの全区間は160 km/hの速度で走行できるよう改修されるべしだった。ドイツ・スイスの条約によれば、2008年まで全ての区間は少なくとも複々線に改良されるべしで、それはこの路線をイタリア方面のゴッタルド基底トンネルと連結する為だった。ドイツ鉄道はその目的で「カールスルーエ - バーゼル高速新線及び改良線プロジェクト」を公布した。
2011年5月にバーデン・ヴュルテンベルク州交通部長官とシャフハウゼン州建設監督官（Baudirektor）はバーゼル - シャフハウゼン区間の電化工事の計画合議書に署名した。この協定には国境線地帯の乗り換えない越境列車運行およびより緊密な中距離列車を運行、予算増加の内容が器材されていた。2012年12月9日シュリーンゲンとハルティンゲンの間にカッツェンベルクトンネルの貫通する高速線が開通された。それでバーゼル地域の高速な旅客運送と貨物運送は分離されることとなった。
2012年11月から2013年10月までエアツィンゲン - シャフハウゼン区間が複線線路に改良されて、同時に電車線がその区間で設置された。工事開始の時にベーリンゲン - シャフハウゼン区間は既に複線区間であったので、残りの区間の改良だけが必要であった。プロジェクトの総費用は約1億4000万スイスフランで、複線改良はドイツ鉄道が、電気設備工事はシャフハウゼン州とスイス連邦（Schweizerische Eidgenossenschaft）が負担した。2017年4月にバーゼル - エルツィンゲン区間の電化に関する計画協約が、同年9月に財務協約が締結された。線路電化の過程でバーゼル - シャッフェンハウゼン区間の運行時間短縮、駅内未使用線路の活用、周波数変換所（Umrichterwerk）の設置などが計画されている。
2017年8月12日ラシュタットトンネルの建設途中で線路の基盤が陥没する事故が起きた。それでラシュタット - バーデン＝バーデン区間に列車運行が中止され、別のバスと大形貨物車が投入された。

## 運行形態

### 遠距離輸送
ライン谷線には様々なICE・IC・EC列車が通行している。パリ - シュトゥットガルト区間を往復するTGV列車はこの路線を経由するが、カールスルーエ中央駅のみに停車する。
- ICE 12: ベルリン - ブラウンシュヴァイク - カッセル・ヴィルヘルムスホェーエ - フランクフルト - マンハイム - カールスルーエ - バーゼル - ベルン - インターラーケン東。120分間隔。
- ICE 20: ハンブルク - ハノーファー - カッセル・ヴィルヘルムスホェーエ - フランクフルト - マンハイム - カールスルーエ - バーゼル - ベルン - インターラーケン東。120分間隔。
- ICE 43: (アムステルダム/ドルトムント -) ケルン - フランクフルト空港 - マンハイム - カールスルーエ - バーゼル。120分間隔。
- TGV 84: フランクフルト (マイン)  - マンハイム - カールスルーエ - バーデン＝バーデン - ストラスブール - ミュルーズ・ヴィレー - ブザンソン - リヨン・パールデュー アヴィニョンTGV - エクサンプロバンスTGV - マルセイユ・聖シャルル。1日一往復。
- TGV: フライブルク - エメンディンゲン - オッフェンブルク - パリ東駅。1日一往復[15]。
- ECE 85: フランクフルト (マイン)  - マンハイム - カールスルーエ - バーデン＝バーデン - フライブルク (ブライスガウ)  - バーセル - ルツェルン - ベリンツォーナ - ルガーノ - コモ - ミラノ中央駅。1日一往復。使用車両はETR610電車。
- EC 30: ハンブルク - ドルトムント - ケルン - コブレンツ - マンヘイム - カールスルーエ - フライブルク - バーゼル・バディッシャー駅 - バーセルSBB - チューリッヒ/インターラーケン東。1日3往復。
- IC 35: ノルトダイヒ＝モーレ - ミュンスター - デュースブルク - ケルン - コブレンツ - マンヘイム - カールスルーエ - オフェンブルク - トリベルク - ジンゲン - コンスタンツ。1日一本運行。
- IC 60: (バーゼル・バディッシャー駅 - フライブルク - バーデン＝バーデン -) カールスルーエ - ブルクサール - シュトゥットガルト - ウルム - アウクスブルク - ミュンヘン (- ローゼンハイム - ザルツブルク)。120分間隔。
- NJ: チューリッヒ - バーゼルSBB - バーゼル・バディッシャー駅 - フライブルク (ブライスガウ)  - オフェンブルク - カールスルーエ - マンハイム - フランクフルト南 - フルダ - ゲッティンゲン - バルリン東/ハンブルク[16]。オーストリア連邦鉄道所属の夜行列車。

### 地域輸送
地域輸送を担当する運輸連合は以下のように運営されている。
| 運行区間                                    | 運輸機関                                                            | 図表の種類                   |
| ------------------------------------------- | ------------------------------------------------------------------- | ---------------------------- |
| マンハイム - バート・ショェンボルン南       | ラインネッカー運輸連合（Verkehrsverbund Rhein-Neckar、VRN）         | 鉄道路線網                   |
| バート・ショェンボルン・クロナウ - ビュール | カールスルーエ運輸連合（Karlsruher Verkehrsverbund、KVV）           | 鉄道路線網                   |
| アヘルン - リンスハイム                     | オルテナウ郡運輸連合（Tarifverbund Ortenau、TGO）                   | 鉄道・バス路線網             |
| ヘルボルツハイム - アウゲン                 | フライブルク地域運輸連合（Regio-Verkehrsverbund Freiburg、RVF）     | 鉄道・バス路線網             |
| シュリーンゲン - シュヴォェルシュタット     | ロェアラッハ郡運輸連合（Regio Verkehrsverbund Lörrach、RVL）        | 運賃区域及び鉄道路線網       |
| ヴェール・ブレンネット - エルツィンゲン     | ヴァルツフット運賃連合（Waldshuter Tarifverbund, WTV）              | 運賃区域及び鉄道・バス路線網 |
| エルツィンゲン - タインゲン                 | 東風運賃連合（Tarifverbund Ostwind）                                | 運賃区域                     |
| ビーティンゲン - コンスタンツ               | ヘーガウ＝ボーデン湖運賃連合（Verkehrsverbund Hegau-Bodensee, VHB） | 運賃区域                     |

この路線を走行する列車の目録は以下のように表示される。
- 快速列車（RE 2）: カールスルーエ - ラシュタット - バーデン＝バーデン - ビュール (バーデン)  - アヘルン - オフェンブルク - フィリンゲン (シュヴァルツヴァルト)  - ジンゲン - ラードルフツェル - アレンスバッハ - コンスタンツ。60分間隔。
- 快速列車（IRE 3）: バーゼル・バーディシャ駅 - ラインフェルデン - バート・ゼッキンゲン - ヴァルトフート - エアツィンゲン - シャフハウゼン - ジンゲン（- ウルム）。60分/120分間隔。使用車両はDB612形気動車。
- 快速列車（RE 7）: オフェンブルク - ラール (シュヴァルツヴァルト)  - エメンディンゲン - デンツリンゲン - フライブルク (ブライスガウ)  - バート・クロツィンゲン - ミュルハイム - ラインヴァイラー - ハルティンゲン - ヴァイル (ライン)  - バーゼル。60分間隔。
- 快速列車（RE 10a）: マンハイム - ハイデルベルク - エーバーバッハ　ジンスハイム - ハイルブロン。
- 快速列車（RE 10b）: マンハイム - ハイデルベルク - ジンスハイム - ハイルブロン。
- 快速列車（RE 73）: ハイデルベルク - ヴィースロッホ＝ヴァルドルフ - ブルクサール - ドゥアラッハ - カールスルーエ。
- 普通列車（RB 26）: オフェンブルク - ラール (シュヴァルツヴァルト)  - エメンディンゲン - デンツリンゲン - フライブルク (ブライスガウ)。60分間隔。
- 普通列車（RB 30）: バーゼル・バーディシャ駅 - ラインフェルデン - バート・ゼッキンゲン - ラウフェンブルク - ヴァルトフート - ラウフリンゲン。
- 普通列車（RB 41）: カールスルーエ - エティンゲン西駅 - ブルーフハウゼン - マルシュ - マルシュ南駅 - ムゲンストゥルム湖水浴場駅 - ムゲンストゥルム - ラシュタット - ガゲーナウ - ゲルンスバッハ - フォルバッハ。
- 普通列車（RB 44）: カールスルーエ - エティンゲン西駅 - ブルーフハウゼン - マルシュ - マルシュ南駅 - ムゲンストゥルム湖水浴場駅 - ムゲンストゥルム - ラシュタット（- バーデン＝バーデン - ビュール (バーデン)  - アヘルン）。
- 普通列車（RB 68）: フランクフルト - ダルムシュタット - ベンスハイム - ヴァインハイム - ハイデルベルク (- キルヒハイム・ロールバッハ - ザンクトイルゲン・ザントハウゼン - ヴィースロッホ＝ヴァルドルフ)。60分間隔。使用車両はDB446形電車。
- 普通列車（RB）: エアツィンゲン - ノインキルヒェン - ベリンゲン・バーディシャ駅 - シャフハウゼン。
- ラインネッカー S 1: ホムブルク (ザール)  - カイザースラウテルン - ノイシュタット - シファーシュタット - ルートヴィヒスハーフェン (ライン)  - マンハイム - ハイデルベルク - ネッカーゲミュント - エーバーバッハ - モースバッハ (バーデン) - ゼクアッハ - オスターブルケン。60分間隔。使用車両はDB425形電車。
- ラインネッカー S 2: カイザースラウテルン - ノイシュタット - シファーシュタット - ルートヴィヒスハーフェン (ライン)  - マンハイム - ハイデルベルク - ネッカーゲミュント - エーバーバッハ - モースバッハ (バーデン) 。60分間隔。使用車両はDB425形電車。
- ラインネッカー S 3: ゲルメルスハイム - シフェーシュタット - ルートヴィヒスハーフェン (ライン)  - マンハイム - ハイデルベルク - キルヒハイム・ロールバッハ - ザンクトイルゲン・ザントハウゼン - ヴィースロッホ＝ヴァルドルフ - ロート＝マルシュ - バート・ショェンボルン・クロナウ - バート・ショェンボルン南駅 - シュテットフェルト＝ヴァイハー - ウプシュタット＝ヴァイハー - ブルクサール - ドゥアラッハ - カールスルーエ。60分間隔。使用車両はDB425形電車。
- ラインネッカー S 4: ゲルメルスハイム - シフェーシュタット - ルートヴィヒスハーフェン (ライン)  - マンハイム - ハイデルベルク - キルヒハイム・ロールバッハ - ザンクトイルゲン・ザントハウゼン - ヴィースロッホ＝ヴァルドルフ - ロート＝マルシュ - バート・ショェンボルン・クロナウ - バート・ショェンボルン南駅 - シュテットフェルト＝ヴァイハー - ウプシュタット＝ヴァイハー - ブルクサール。60分間隔。使用車両はDB425形電車。
- カールスルーエ S 31: オーデンハイム - ウプシュタット・オルト - ブルクサール - 教育センター - ウンターグロムバッハ - ヴァインガルテン - ドゥアラッハ - カールスルーエ。
- カールスルーエ S 32: メンチンゲン - ウプシュタット・オルト - ブルクサール - 教育センター - ウンターグロムバッハ - ヴァインガルテン - ドゥアラッハ - カールスルーエ。
- カールスルーエ S 7: カールスルーエ・トゥラー街 - カールスルーエ中央駅広場 - アルプタール駅 - ラシュタット - バーデン＝バーデン - ビュール (バーデン)  - アヘルン。
- Sバーン（S 2）: エルツァッハ - ヴァルトキルヒ - デンツリンゲン - フライブルク。使用車両はタレント3電車。
- Sバーン（S 24）: ツゥーク - ホルゲン・オーバードルフ - タールヴィル - チューリヒ - チューリヒ空港 - ヴィンターテゥル - シャフハウゼン - タインゲン。
- Sバーン（S 6）: エンゲン - ジンゲン - ラードルフツェル - アレンスバッハ - ライヒェナウ - コンスタンツ・ペータースハウゼン - コンスタンツ。30分ごと。使用車両はRABe521形電車。